# Mangora acalypha
Mangora acalypha là một loài nhện trong họ Araneidae.
Những con cái có chiều dài 5,5–6 mm, con đực dài 3-3,5 mm. Loài này có thể dễ dàng được nhận ra bởi ba sọc đen trên bụng, giữa rải rác. Đôi khi những dòng này hợp nhất với một bề mặt. Phần còn lại của bụng bao gồm trắng, đốm màu vàng và màu da cam. Mai là ánh sáng màu vàng xanh sang màu vàng với một đường viền màu đen và sọc trung tâm. Nhện ba sọc xây mạng lưới trong thảm thực vật thấp đã đồng cỏ và rừng. Con nhện phân bố tận Paleartic.

## Hình ảnh

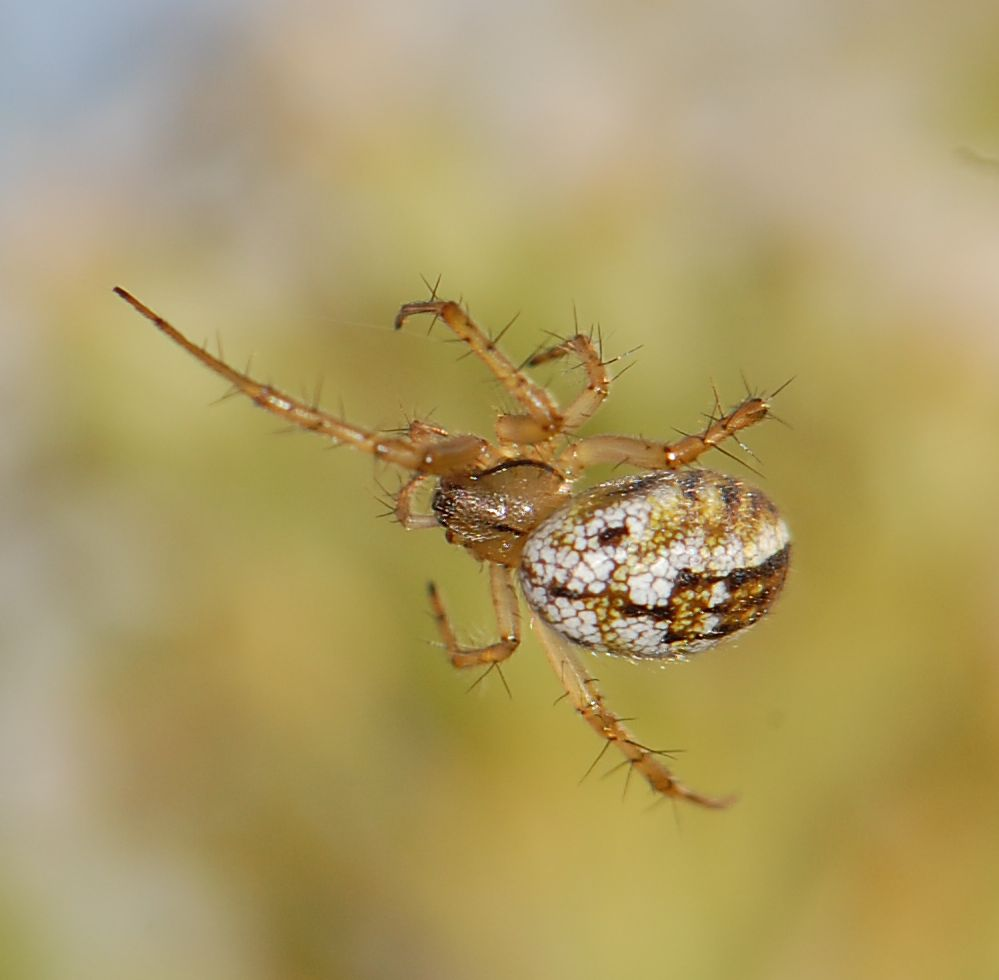
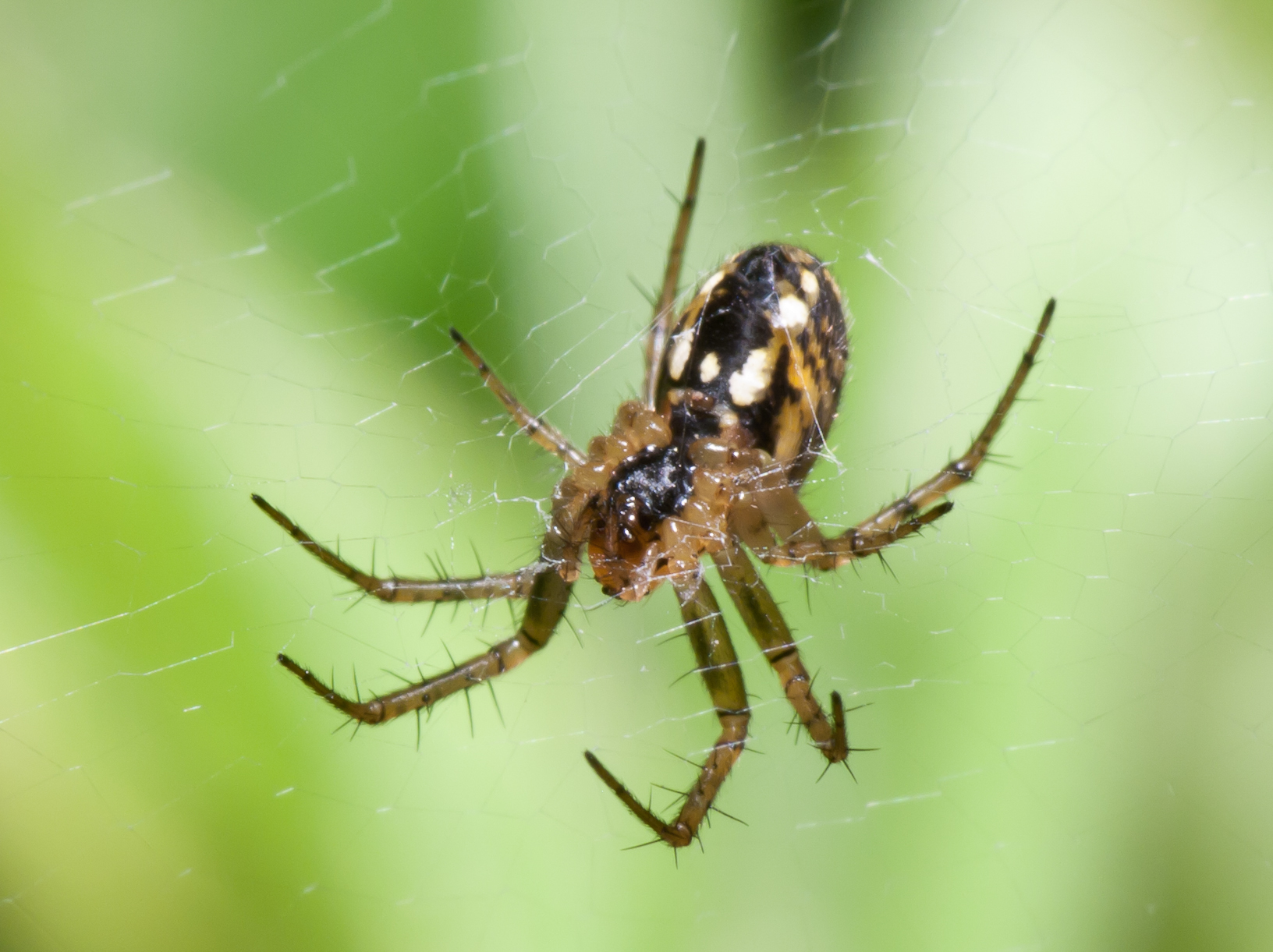
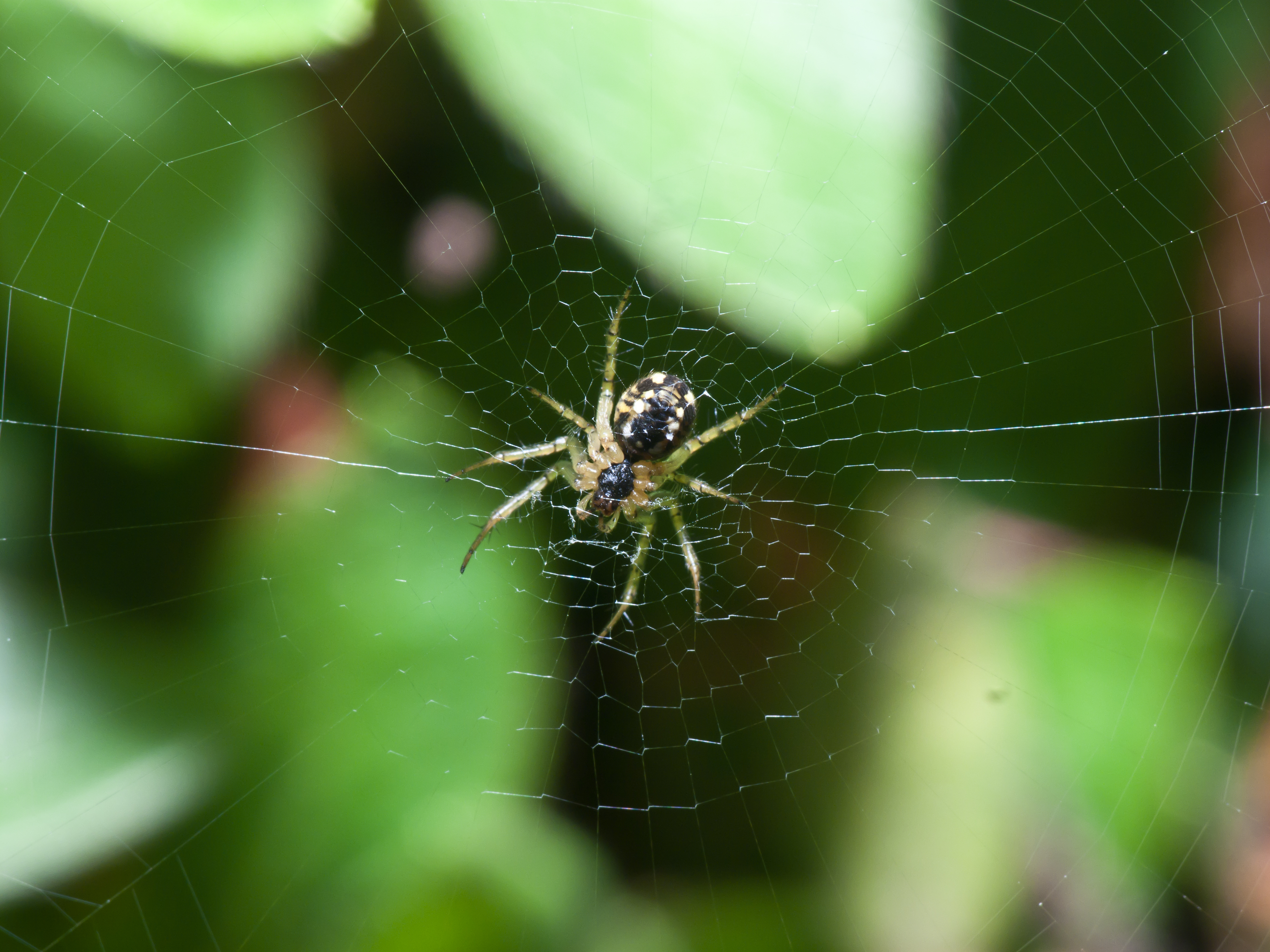
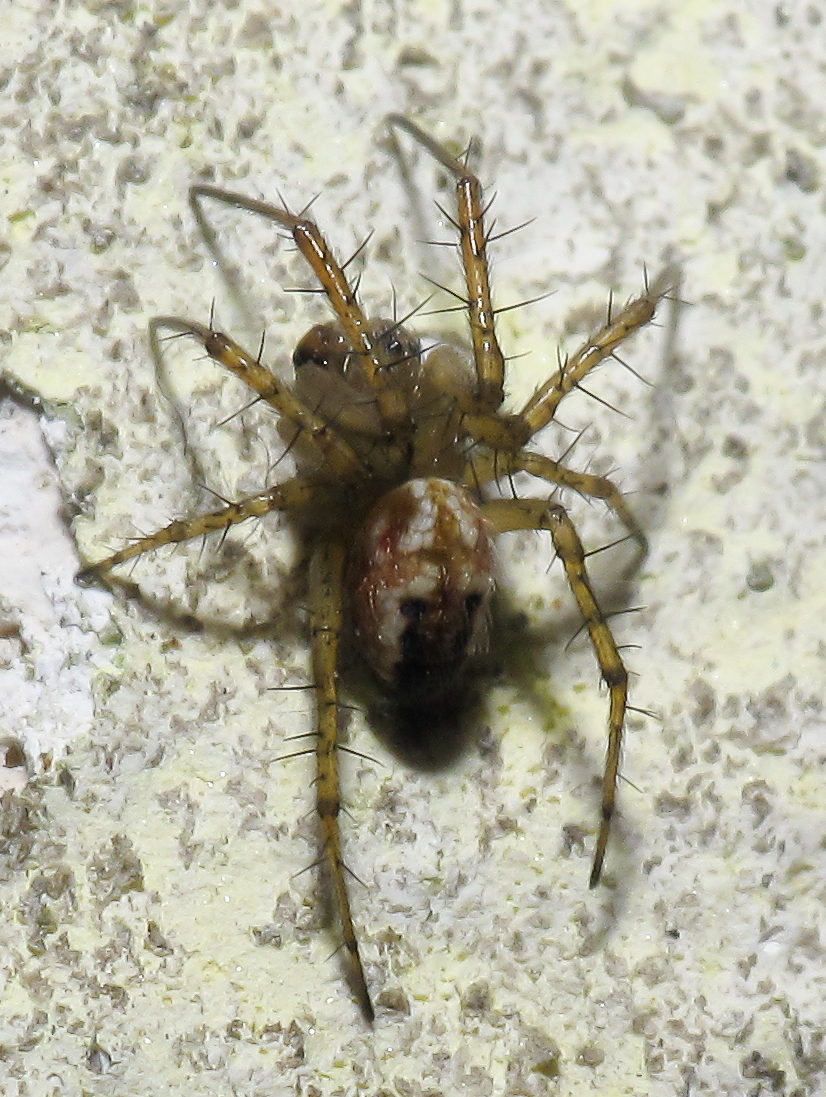